# 新世纪福音战士街机系列
新世纪福音战士街机系列是日本游戏厂商Bisty以动画《新世纪福音战士》为主题推出的一系列柏青哥、柏青嫂游戏机。首作柏青哥《CR新世紀福音戰士》于2004年12月推出，售出10万台以上。

## 概要

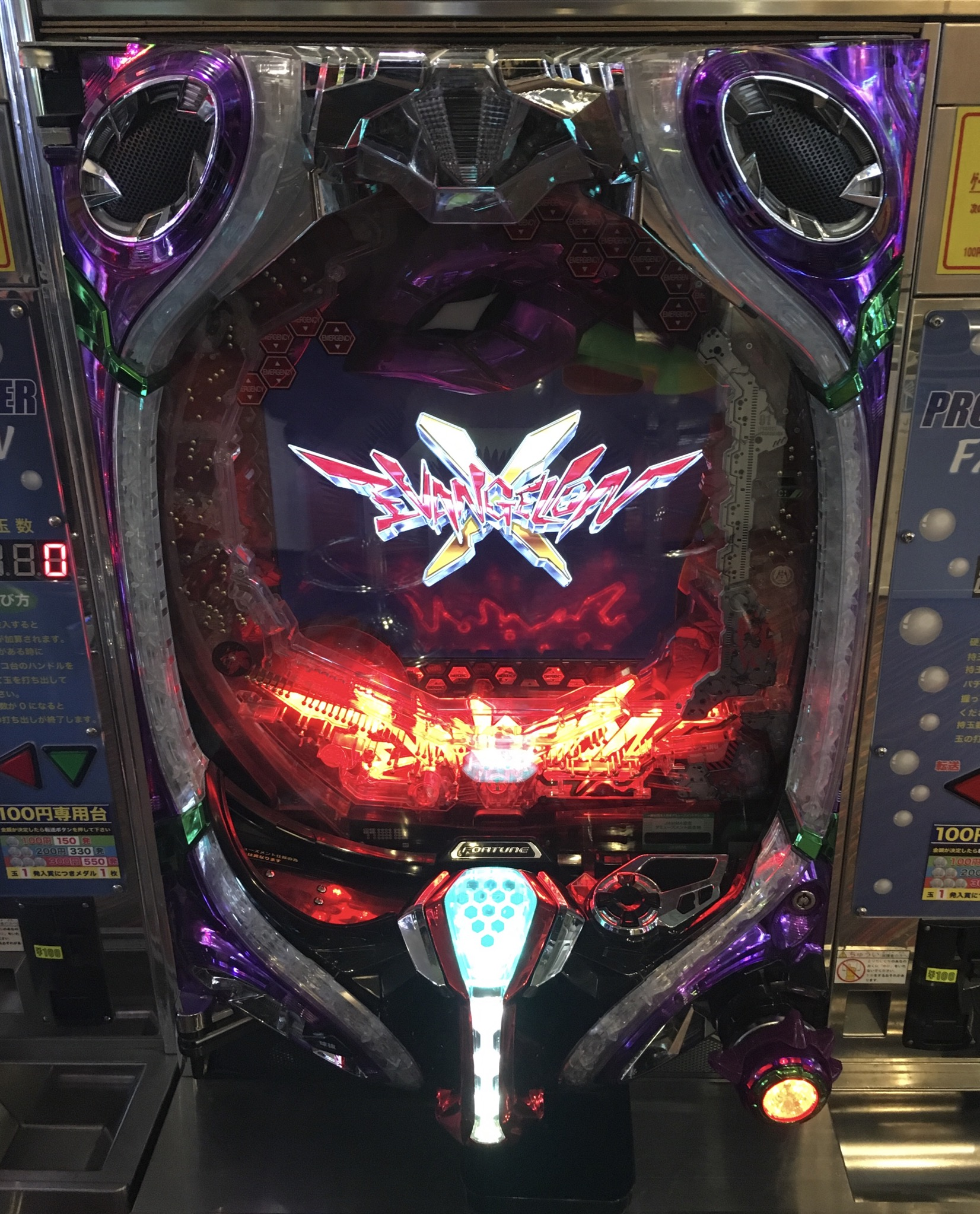
CR EVANGELION X

日本游戏厂商Bisty與知名動畫《新世纪福音战士》（简称《EVA》）合作，於2004年推出柏青哥機台《CR新世紀福音戰士》，售出了10萬台以上。《北斗神拳》與《EVA》機台的成功，讓各家柏青哥業者積極將動漫作品改編成柏青哥的機台。作为商業搭配，為日本柏青哥業界吸引了新的消費者，2004年首作推出后，后续機種不断登场。柏青哥機的大热也使一些不看动画的人知道了该系列。2015年，Fields公司披露，10多年来，EVA柏青哥以及柏青嫂系列機台累计销量超过200万台，创造了大约7000亿日圓的市场。此外还以實體的柏青哥機為基礎製作了多款攻略遊戲。

## 作品列表

### 柏青哥
- CR新世纪福音战士（2004年12月）
- CR新世纪福音战士 第二次冲击（2006年2月）
- CR新世纪福音战士 奇迹的价值（2007年2月）
- CR新世纪福音战士 使徒再临（2008年1月）
- CR新世纪福音战士 最后的使者（2009年4月）
- CR福音战士 起始的福音（2010年6月）
- CR福音战士7（2012年1月）
- CR福音战士8 BATTLE OF EHRE（2013年7月）
- CR福音战士9（2014年10月）
- CR福音战士10（2015年8月）
- CR福音战士 觉醒之时（2016年12月）
- CR福音战士 共鸣的心（2017年10月）
- P福音战士 超暴走（2019年3月）
- P新世纪福音战士 使徒新生（2019年12月）

### 柏青嫂
- 新世纪福音战士（2005年10月）
- 新世纪福音战士 真心为你（2007年7月）
- 新世纪福音战士 约定之时（2008年9月）
- 新世纪福音战士 魂之轨迹（2010年2月）
- 福音战士 生命之鼓動（2012年2月）
- EVANGELION ART（2013年）
- 福音战士 决意之刻（2014年）
- 福音战士 希望之槍（2015年）
- 福音战士 魂繫之物（2015年）
- 福音战士 胜利之祈望（2017年）
- 福音战士 ドキドキ400ver.（30φ）（2018年）
- 新世纪福音战士 真心为你2（2018年）
- PACHISLOT EVANGELION AT777（2019年）

### 攻略系列
PlayStation 2平台
- Vol.1：CR新世纪福音战士（2005年10月20日）
- Vol.5：CR新世纪福音战士 第二次冲击 & 柏青嫂 新世纪福音战士（2006年6月8日）
- Vol.10：CR新世纪福音战士 奇迹的价值（2007年6月7日）
- Vol.11：新世纪福音战士 真心为你（2007年9月27日）
- Vol.12：CR新世纪福音战士 使徒再临（2008年6月26日）
- Vol.13：新世纪福音战士 约定之时（2008年12月18日）
- Vol.14：CR新世纪福音战士 最后的使者（2009年7月30日）

Nintendo DS平台
- DS Vol.1：新世纪福音战士 真心为你（2008年2月21日）
- DS Vol.2：CR新世纪福音战士 使徒再临（2008年6月12日）
- DS Vol.3：新世纪福音战士 约定之时（2008年12月4日）
- DS Vol.4：CR新世纪福音战士 最后的使者（2009年7月30日）
- DS Vol.5：新世纪福音战士 魂之轨迹（2010年6月3日）

PlayStation Portable平台
- 携带版Vol.1：新世纪福音战士 魂之轨迹（2010年6月3日）
- 携带版Vol.2：福音战士 起始的福音